# Adrien Gygax
Pour les articles homonymes, voir Gygax.
Adrien Gygax est un écrivain suisse de langue française né à Lausanne en 1989.

## Biographie
Adrien Gygax grandit à Mont-la-Ville,dans le canton de Vaud, en Suisse.
En 2017 il publie un premier roman très remarqué au Cherche-Midi Editeur, Aux noces de nos petites vertus. Le roman narre, dans un style éclatant et très sensuel, le voyage de trois amis en Macédoine, pour un mariage, puis à Istanbul.
En 2020, Se réjouir de la fin, son deuxième roman, est publié aux éditions Grasset. Malgré la fermeture des librairies dans le cadre de la pandémie de Covid-19, le livre bénéficie d'une excellente réception,. Très différent du premier, celui-ci s'intéresse à la fin de vie et imagine les derniers mois d'une existence contemplative avec optimisme. Il y dépeint la sagesse qui se trouve dans les maisons de retraite, « une sagesse que l'on devrait peut-être parfois écouter ». Le roman est adapté au théâtre en 2021.
Il bénéficie de résidences d'écriture en 2019 à la Fondation Jan Michalski et en 2021 à la Fondation Heinrich Maria & Jane Ledig-Rowohlt.
En 2021, il devient ambassadeur pour le tailleur MuKi avec lequel il organise le vernissage de son roman, Départ de feu, paru du 2022 aux éditions Plon. Ce troisième livre met en scène César, un trentenaire en quête de sens qui cherche à se rapprocher de la nature, sans trop savoir comment s'y prendre. Un roman, drôle, intelligent, sans être méchant, qui met en lumière les naïvetés et les maladresses d'une génération, avec une étonnante profondeur philosophique.

## Publications
- Aux noces de nos petites vertus, Cherche-Midi, 2017
- Se réjouir de la fin, Grasset, 2020
- Départ de feu, Plon, 2022